# George Baird
George Hetzel Baird  (født 5. marts 1907 i Nebraska, død 4. september 2004) var en amerikansk atlet.

## Atletikkarriere
Det lykkedes ikke Baird at kvalificere sig til OL 1928 i Amsterdam individuelt, men han kom alligevel med til legene via et kvalifikationsløb om to pladser på 4 × 400 m stafetholdet. Ved legene vandt amerikanerne deres indledende heat, og efter at Baird i finalen havde skabt et godt forspring, fortsatte hans holdkammerater og vandt i ny verdensrekordtid på 3.14,2 minutter, mens Tyskland fik sølv og Canada bronze. Ud over Baird bestod det amerikanske hold af Bud Spencer, Fred Alderman og Ray Barbuti.
En uge efter OL satte han også, sammen med Spencer, Barbuti og Morgan Taylor, verdensrekord i 4 × 400 yards i London med tiden 3.13,4 minutter.

## Videre karriere
Efter at have afsluttet sine universitetsstudier havde Baird en række småjobs i de tidlige depressionsår, inden han blev lektor ved New York University, hvor han tidligere havde taget en kandidatgrad.